# Bank of Scotland

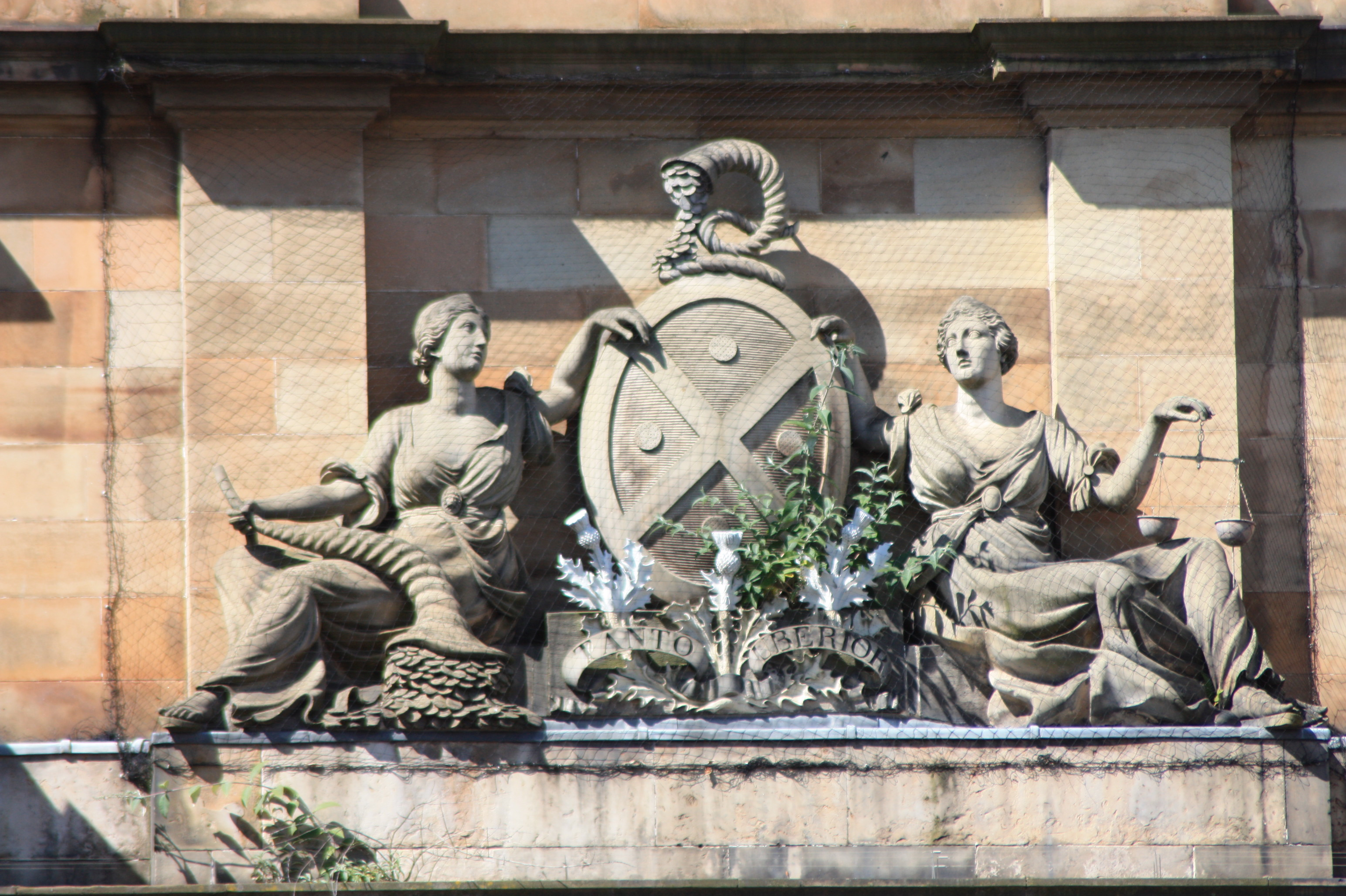
L'emblema della Bank of Scotland sulla facciata della sede

La Bank of Scotland (Banca di Scozia) è una banca commerciale regionale della Scozia, con sede ad Edimburgo, che conserva tradizionalmente il diritto di emissione delle banconote della sterlina britannica. Dal gennaio 2009 è una controllata di Lloyds Banking Group. Da non confondere con la Royal Bank of Scotland.
Con una storia che risale al XVII secolo, è la quinta banca più vecchia del Regno Unito e l'unica istituzione commerciale creata dal Parlamento scozzese ad essere ancora esistente. È stata una delle prime banche in Europa a stampare le proprie banconote, e continua a stampare le proprie banconote in sterline in base a disposizioni legali che consentono alle banche scozzesi di emettere valuta.

## Storia
Fondata nel 1695, la Bank of Scotland è la più antica banca britannica e l'unica istituzione ad essere stata creata al tempo dell'antico Parlamento di Scozia che fu soppresso nel 1707.

### XVII secolo
La banca è stata fondata con legge del parlamento scozzese nel 1695 con il nome ufficiale di The Governor and Company of the Bank of Scotland ed ha aperto al pubblico nel 1696. A differenza della coeva Banca d'Inghilterra, la Bank of Scotland fu creata per finanziare l'economia scozzese ed aveva il divieto di concedere prestiti al Governo senza l'autorizzazione del Parlamento La legge concedeva alla Banca l'esclusiva della funzione di banca centrale scozzese per ventun'anni, l'ente era costituito in forma di società di capitali con un capitale nominale di £ 1.200.000 sterline scozzesi e concedeva a tutti gli azionisti stranieri la cittadinanza scozzese.

### XVIII e XIX secolo

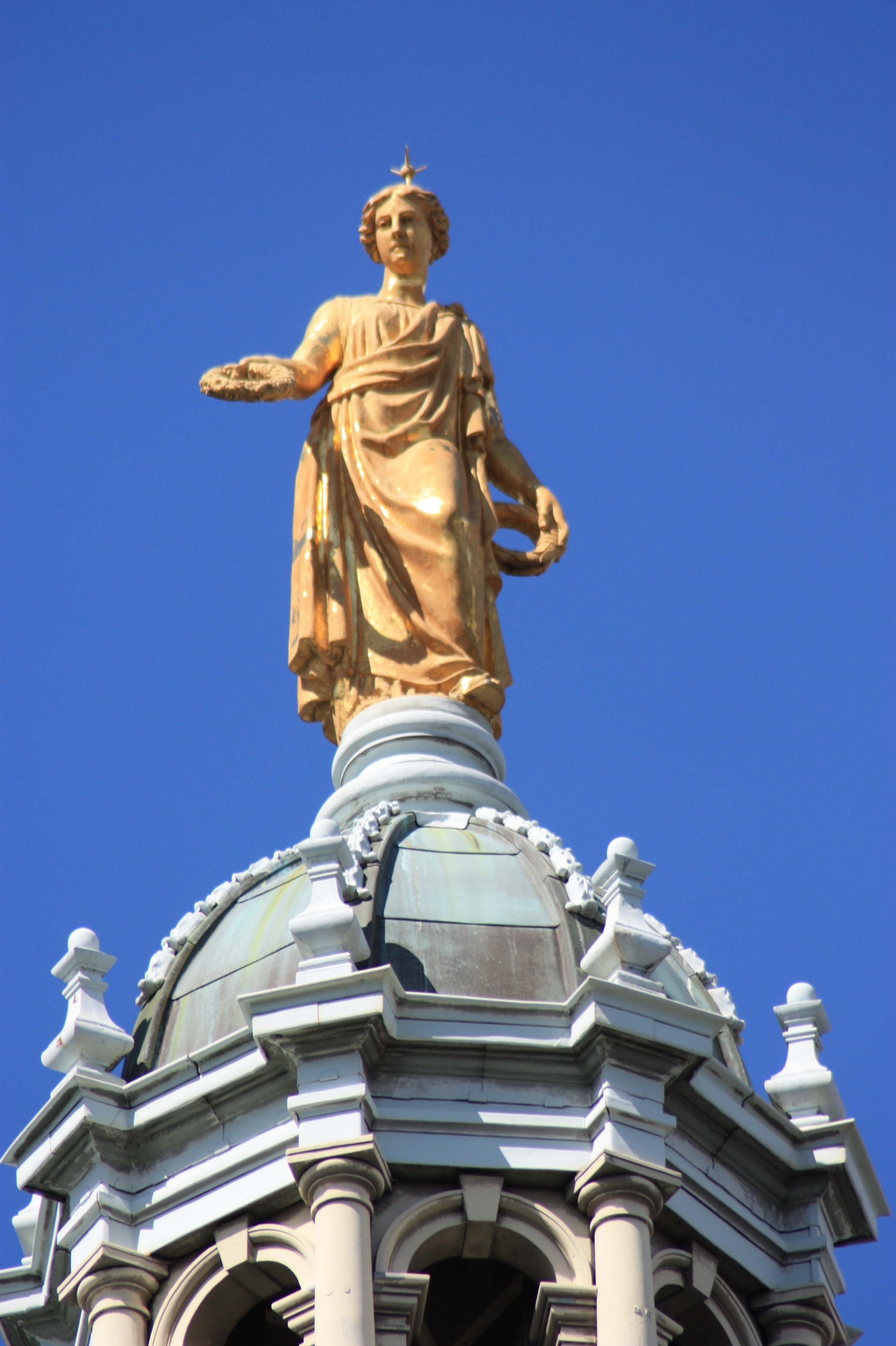
La statua dorata della "fama" sulla cupola della sede di Edimburgo

La Bank of Scotland era sospetta di simpatie giacobite. Non a caso la rivale Royal Bank of Scotland fu fondata con regie patenti nel 1727. Questo portò ad una grande rivalità e concorrenza fra i due istituti. La concorrenza si manifestava, fra l'altro, nell'apertura di nuove agenzie: la prima filiale della Bank of Scotland a Londra fu aperta nel 1865.
La Bank of Scotland prese la guida anche per quel che riguardava la stabilità del sistema bancario scozzese. Ciò si manifestò in occasione di fallimenti della Ayr bank nel 1772 e della Western Bank nel 1857.

### XX secolo
Negli anni cinquanta la Banca assorbì altri istituti di credito, fra cui la Union Bank of Scotland.
Nel 1959 la Bank of Scotland fu la prima banca britannica a installare un calcolatore elettronico centrale.
La scoperta del petrolio nel mare del Nord alla fine degli anni settanta consentì alla Bank of Scotland di ampliare la propria attività al settore energetico. La banca utilizzò l'esperienza fatta in questo campo per espandersi anche all'estero: la prima filiale fu aperta a Houston, poi in altre città degli Stati Uniti, a Mosca e a Singapore.
Nel 1987 la Banca acquisì la Countrywide Bank in Nuova Zelanda e successivamente la Bank of Western Australia di Perth.

### HBOS

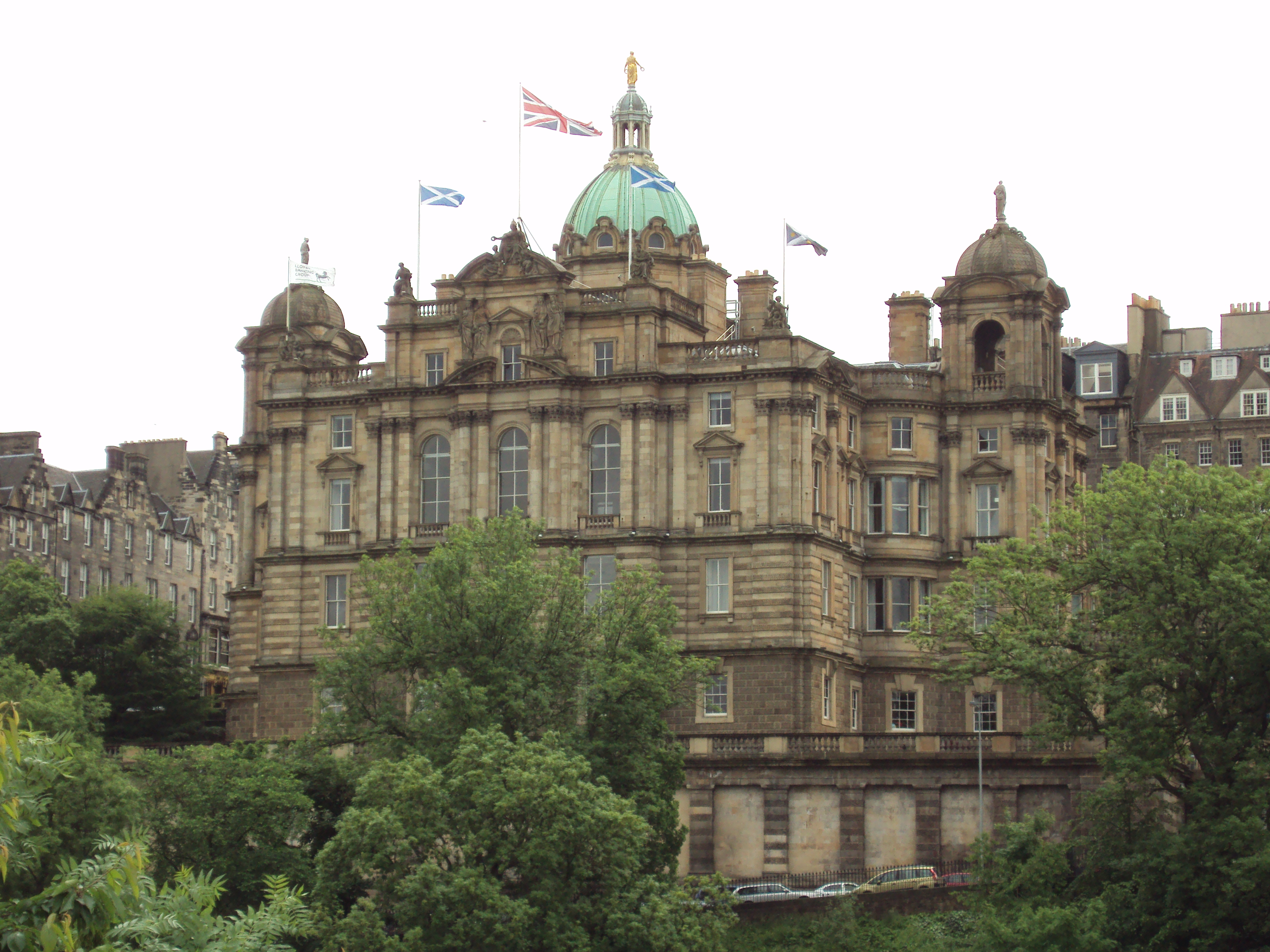
La sede di Edimburgo

Alla fine degli anni novanta si ebbe un periodo di concentrazioni bancarie. Nel 1999 la Bank of Scotland fece un'OPA per scalare la National Westminster Bank, benché questa fosse più grande della offerente. Ad ogni modo, la rivale Royal Bank of Scotland promosse un'OPA rivale e ne derivò una "guerra di scalate" da cui uscì vittoriosa la RBS.
Nel 2001 la Bank of Scotland e la Halifax Bank decisero di fondersi, dando vita alla Halifax Bank of Scotland, meglio nota con la sigla HBOS. La sede rimaneva a Edimburgo e si sarebbe continuato a usare entrambi i marchi.
Nel 2006 una legge del parlamento permise a Governor and Company of the Bank of Scotland di diventare una società per azioni quotata, la Bank of Scotland plc, che divenne la principale controllata bancaria del gruppo HBOS.
Nel 2008 la HBOS accettò di essere acquisita dalla Lloyds TSB.